# Список переможців 2020 року у чарті M Countdown
M Countdown – це музичне шоу, яке дає змогу південнокорейським виконавцям просувати свої альбоми та сингли на телебаченні. Дана телепрограма має власний чарт і кожного тижня, у фіналі шоу, опираючись на власну систему оцінювання, визначається переможець.
У 2020 році 33 композиції зайняли перше місце у чарті та 25 виконавці отримали переможні трофеї. Дві композиції отримали потрійну корону, кожна з них три тижні займала перше місце: «Wannabe» та «Not Shy» жіночого гурту Itzy.  Максимальну кількість балів за весь рік отримали два гурти: BTS 5 березня з композицією «On»; NU'EST 21 травня з композицією «I'm in Trouble».

## Система оцінювання
З 28 травня почала діяти нова система оцінювання, максимальна кількість балів — 11,000.
| макс: 4500                                | + | макс: 1500                                                            | + | макс: 1500                  | + | макс: 1500                | + | макс: 1000                                             | + | макс: 1000                                                           |
|                                           | + |                                                                       | + |                             | + |                           | + |                                                        | + |                                                                      |
| 45% Цифрові показники (Melon, Genie, FLO) | + | 15% Соціальні медіа (кількість переглядів музичного відео на YouTube) | + | 15% Фізичні продажі альбому | + | 15% Глобальне голосування | + | 10% оцінка транляцій (Mnet TV, MCD Stage, M2 Contents) | + | 10% голосування під час ефіру (тільки для кандидатів на перше місце) |
|                                           |   |                                                                       |   |                             |   |                           |   |                                                        |   |                                                                      |

## Список переможців чарту
|   | Потрійна корона     |
|   | Найвищий бал за рік |
| — | Шоу не проводилося  |

| Епізод | Дата         | Артист                                         | Композиція                                     | Бали                                           | Примітки      |
| ------ | ------------ | ---------------------------------------------- | ---------------------------------------------- | ---------------------------------------------- | ------------- |
| 647    | 2 січня      | Спеціальний новорічний епізод — без переможців | Спеціальний новорічний епізод — без переможців | Спеціальний новорічний епізод — без переможців | [ 3 ]         |
| 648    | 9 січня      | Momoland                                       | «Thumbs Up»                                    | 10,125                                         | [ 4 ] [ 5 ]   |
| 649    | 16 січня     | SF9                                            | «Good Guy»                                     | 9,798                                          | [ 6 ] [ 7 ]   |
| —      | 23 січня     | Переможців не було                             | Переможців не було                             | Переможців не було                             | [ 8 ]         |
| 650    | 30 січня     | SF9                                            | «Good Guy»                                     | 10,031                                         | [ 9 ] [ 10 ]  |
| 651    | 6 лютого     | Sechs Kies                                     | «All for You»                                  | 9,213                                          | [ 11 ]        |
| 652    | 13 лютого    | GFriend                                        | «Crossroads»                                   | 9,461                                          | [ 12 ]        |
| 653    | 20 лютого    | GFriend                                        | «Crossroads»                                   | 7,492                                          | [ 13 ]        |
| 654    | 27 лютого    | Iz*One                                         | «Fiesta»                                       | 10,914                                         | [ 14 ]        |
| 655    | 5 березня    | BTS                                            | «On»                                           | 11,000                                         | [ 15 ]        |
| 656    | 12 березня   | Loona                                          | «So What»                                      | 8,075                                          | [ 16 ]        |
| 657    | 19 березня   | Itzy                                           | «Wannabe»                                      | N/A                                            | [ 17 ]        |
| 658    | 26 березня   | Itzy                                           | «Wannabe»                                      | 7,902                                          | [ 18 ]        |
| 659    | 2 квітня     | Itzy                                           | «Wannabe»                                      | N/A                                            | [ 19 ]        |
| 660    | 9 квітня     | Кан Даніель                                    | «2U»                                           | 7,664                                          | [ 20 ]        |
| 661    | 16 квітня    | (G)I-dle                                       | «Oh My God»                                    | N/A                                            | [ 21 ]        |
| 662    | 23 квітня    | Apink                                          | «Dumhdurum»                                    | 8,628                                          | [ 22 ]        |
| 663    | 30 квітня    | Got7                                           | «Not By The Moon»                              | 7,830                                          | [ 23 ]        |
| 664    | 7 травня     | Oh My Girl                                     | «Nonstop»                                      | N/A                                            | [ 24 ]        |
| 665    | 14 травня    | Oh My Girl                                     | «Nonstop»                                      | 6,580                                          | [ 25 ] [ 26 ] |
| 666    | 21 травня    | NU'EST                                         | «I'm in Trouble»                               | 11,000                                         | [ 27 ]        |
| 667    | 28 травня    | NCT 127                                        | «Punch»                                        | 9,778                                          | [ 28 ]        |
| 668    | 4 червня     | NCT 127                                        | «Punch»                                        | 7,414                                          | [ 29 ]        |
| 669    | 11 червня    | Twice                                          | «More & More»                                  | 9,356                                          | [ 30 ] [ 31 ] |
| 670    | 18 червня    | Cosmic Girls                                   | «Butterfly»                                    | 9,235                                          | [ 32 ]        |
| 671    | 25 червня    | Iz*One                                         | «Secret Story of the Swan»                     | N/A                                            | [ 33 ]        |
| 672    | 2 липня      | Seventeen                                      | «Left & Right»                                 | 10,705                                         | [ 34 ]        |
| 673    | 9 липня      | Blackpink                                      | «How You Like That»                            | 8,167                                          | [ 35 ]        |
| 674    | 16 липня     | Blackpink                                      | «How You Like That»                            | 7,432                                          | [ 36 ]        |
| 675    | 23 липня     | GFriend                                        | «Apple»                                        | 8,536                                          | [ 37 ]        |
| 676    | 30 липня     | SSAK3                                          | «Beach Again»                                  | 6,420                                          | [ 38 ]        |
| 677    | 6 серпня     | Сомі                                           | «What You Waiting For»                         | 6,776                                          | [ 39 ]        |
| 678    | 13 серпня    | (G)I-dle                                       | «Dumdi Dumdi»                                  | 8,842                                          | [ 40 ]        |
| 679    | 20 серпня    | (G)I-dle                                       | «Dumdi Dumdi»                                  | 8,521                                          | [ 41 ]        |
| —      | 27 серпня    | Переможців не було                             | Переможців не було                             | Переможців не було                             | [ 42 ]        |
| 680    | 3 вересня    | Itzy                                           | «Not Shy»                                      | 6,838                                          | [ 43 ] [ 44 ] |
| 681    | 10 вересня   | Itzy                                           | «Not Shy»                                      | 6,866                                          | [ 45 ] [ 46 ] |
| 682    | 17 вересня   | Itzy                                           | «Not Shy»                                      | 7,443                                          | [ 47 ]        |
| 683    | 24 вересня   | Stray Kids                                     | «Back Door»                                    | 7,086                                          | [ 48 ]        |
| 684    | 1 жовтня     | The Boyz                                       | «The Stealer»                                  | N/A                                            | [ 49 ]        |
| 685    | 8 жовтня     | The Boyz                                       | «The Stealer»                                  | 5,432                                          | [ 50 ]        |
| 686    | 15 жовтня    | Blackpink                                      | «Lovesick Girls»                               | 8,691                                          | [ 51 ]        |
| 687    | 22 жовтня    | NCT U                                          | «Make A Wish (Birthday Song)»                  | 7,552                                          | [ 52 ]        |
| 688    | 29 жовтня    | Seventeen                                      | Home;Run                                       | 7,724                                          | [ 53 ]        |
| 689    | 5 листопада  | Twice                                          | «I Can't Stop Me»                              | 9,065                                          | [ 54 ] [ 55 ] |
| 690    | 12 листопада | Twice                                          | «I Can't Stop Me»                              | N/A                                            | [ 56 ]        |
| 691    | 19 листопада | Mamamoo                                        | «Aya»                                          | N/A                                            | [ 57 ]        |
| —      | 26 листопада | Переможців не було                             | Переможців не було                             | Переможців не було                             | [ 58 ]        |
| —      | 3 грудня     | Переможців не було                             | Переможців не було                             | Переможців не було                             | [ 59 ]        |
| —      | 10 грудня    | Переможців не було                             | Переможців не було                             | Переможців не було                             | [ 59 ]        |
| 692    | 17 грудня    | Iz*One                                         | «Panorama»                                     | 9,364                                          | [ 60 ]        |
| 693    | 24 грудня    | Iz*One                                         | «Panorama»                                     | N/A                                            | [ 61 ]        |
| —      | 31 грудня    | Переможців не було                             | Переможців не було                             | Переможців не було                             | [ 62 ]        |